# Зварич Ігор Теодорович
Зварич Ігор Теодорович (нар. 28 жовтня 1952, с.Вербівчик, Бродівський район, Львівська область) — український політик. Кандидат економічних наук, доцент (1994), член Партії регіонів (з 04.2001); ВР України, заступник голови Комітету з питань правової політики (з 02.2007), член фракції Партії регіонів (з 05.2006), член Укр. частини Комітету з парламентського співробітництва між Україною та Європейським Союзом; почесний президент Івано-Фр. регіон. спілки промисловців і підприємців; член президії Івано-Фр. торгово-пром. палати; голова опікунської ради Прикарп. нац. університету ім. В.Стефаника.

## Біографія
Народився 28 жовтня 1952 (с. Вербівчик, Бродівський район, Львів. обл.); українець; батько Теодор Миколайович (1930) — учитель Бродівської СШ № 4, пенсіонер; мати Олена Степанівна (1930—1973) — учитель Бродівської СШ № 4; дружина Наталія Анатоліївна (1952) — художник; дочка Оксана (1973) — голова правління ЗАТ «Тисменниця-Люкс»; дочка Олена (1979) — викладач Прикарпатського національного університету ім. В.Стефаника.
Освіта: Львівський політехнічний інститут, факультет автоматики (1970—1975), «Прикладна математика»; Прикарпатський університет ім. В.Стефаника, юридичний факультет (1992—1997), «Правознавство»; кандидатська дисертація «Моделювання процесу економічного зростання регіону» (2006).
Народний депутат України 6-го скликання з лютого 2011 по грудень 2012 від Партії регіонів.
Народний депутат України 5-го скликання з 04.2006 від Партії регіонів, № 174 в списку. На час виборів: доцент Прикарпатського національного університету ім. В.Стефаника, член ПР. Голова підкомітету з питань Конституції, конституційності законодавчих актів та конституційного судочинства Комітету з питань правової політики (07.2006-02.07).
04.2002 — кандидат в народні депутати України, виборчий округ № 86, Івано-Франківської області, висунутий Виборчим блоком політичних партій «За єдину Україну!». За 6.98 %, 2 з 4 претендентів. На час виборів: заступник голови Івано-Франківської облдержадміністрації, член Партії регіонів. 03.1998 — кандидат в народні депутати України від РХП, № 27 в списку. На час виборів: президент хутрофірми «Тисмениця».
09.1969-08.70 — учитель, Лугівська 8-річна школа. 09.1970-08.75 — студент, 06.1974-05.75 — лаборант науково-дослідного сектору, Львівський політехнічний інститут. 08.1975-01.76 — інженер-математик, Калуське ВО «Хлорвініл». 01.1976-07.84 — заступник зав., зав. відділу пропаганди і культурно-масової роботи, зав. відділу комсомольських організацій, Івано-Франківського ОК ЛКСМУ. 07.1984-12.88 — заступник генерального директора з комерційних питань, ВХО «Тисменниця». 12.1988-11.90 — генеральний директор СП «Тикаферлюкс», виробниче хутр. об'єднання «Тисмениця». 11.1990-03.91 — начальник управління зовнішньоекономічних зв'язків, Івано-Франківський облвиконком. З 03.1991 — ген. директор, виробниче хутр. об'єднання «Тисмениця» (з 12.1991 — оренд., з 05.1993 — колективне, з 03.1997 — ЗАТ, з 02.1998 — ВАТ "Хутрофірма «Тисмениця»). До 2005 — заступник голови з питань економіки, фінансів, майна, підприємництва, Івано-Франківська облдержадміністрація. Голова Івано-Франківського обласного відділу Партії регіонів (05.2001-05), член Політради Партії регіонів.
Заслужений економіст України (1994). Орден Дружби народів (1979). Орден «За заслуги» III ст. (1998).
Автор (співавтор) понад 60 публікацій. 2 винаходи, 9 автор свідоцтв.
Володіє німецькою мовою.

## Погляди
5 червня 2012 голосував за проект Закону України «Про засади державної мовної політики», який посилює статус російської мови.